# Caró de Làmpsac
Caró de Làmpsac (en llatí Charon, en grec antic Χάρων "Kháron"), fou un historiador i logògraf grec nascut a Làmpsac. El menciona Tertul·lià i diu que era anterior a Heròdot. Hauria florit, segons Suides, a l'època de Darios el Gran, vers el començament del segle v aC. Va morir no més tard del 464 aC, i parla de la fugida de Temístocles el 465 aC.
Es conserven els títols d'algunes obres seves, llista que dona Suides:
1. Αἰθιοπικά (Etiòpica).
2. Περσικά (Pèrsica).
3. Ἑλληνικά (Hel·lènica).
4. Περὶ Λαμψάκου, una obra sobre Làmpsac.
5. Λιβυκά (Líbica).
6. Ὅροι Λαμψακηνῶν, una obra que cita Ateneu de Naucratis i diu que eren uns annals de Làmpsac.
7. Πρυτάνεις ἢ Ἄρχοντες οἱ τῶν Λακεδαιμονίων (Pritans i arconts dels lacedemonis), una obra cronològica.
8. Κτίσεις πόλεων (La fundació de la ciutat).
9. Κρητικά (Crètica), sobre Creta.
10. Περίπλους ὁ ἐκτὸς τῶν Ἡρακλείων στηλῶν (Periple pels mars fins a la colònia d'Heràkleio).[1]